# 470 a. C.
El año 470 a. C. fue un año del calendario romano prejuliano. En el Imperio romano se conocía como el Año del consulado de Potito y Mamerco (o menos frecuentemente, año 284 Ab urbe condita). 

## Acontecimientos

### Grecia
- Arquidamo II, rey de Esparta, derrota a la ciudad de Argos en Tegea.
- La estatua de bronce El auriga de Delfos conmemora el triunfo de Polizalo, tirano de Gela (Sicilia) en las carreras. Es una de las primeras obras del periodo clásico griego.[1]
- Temístocles, condenado a ostracismo, se va a Argos.

### República Romana
- Juicio y posterior muerte por enfermedad (o suicidio) del excónsul Apio Claudio.

## Nacimientos
- Aspasia de Mileto. Fallecida h. 400 a. C. (Fecha aproximada).
- Hipócrates de Quíos, matemático ateniense. Fallecido h. 410 a. C. (Fecha aproximada).
- Mozi, filósofo, chino. Fallecido 391 a. C. (Fecha aproximada).
- Nicias, estratego de Atenas (fecha aproximada).
- Sócrates, filósofo griego.

## Fallecimientos
- Pédico